# Collectio Hibernensis
Die Collectio Hibernensis ist eine im 8. Jahrhundert in Irland entstandene Kanones-Sammlung, die sich über England und Frankreich in ganz Westeuropa verbreitete und über vier Jahrhunderte hinweg intensiv genutzt wurde. Sie gilt als die bedeutendste kirchenrechtliche Sammlung des frühen Mittelalters.
Trotz der hohen Verbreitung der Sammlung über ganz Westeuropa hatte sie keinen signifikant nachhaltigen Einfluss auf das Kirchenrecht der römisch-katholischen Kirche. Ein Grund hierfür sind die vielen irischen Besonderheiten der Sammlung, die auf dem Kontinent außerhalb des unmittelbaren Einflusses der irischen Mönche befremdlich gewirkt haben müssen.

## Entstehung
Die Hibernensis entstand im achten Jahrhundert in Irland, auch wenn die erhaltenen Handschriften (abgesehen von dem Trierer Fragment) weder dort geschrieben wurden noch von irischen Schreibern stammen. Eine schwer zu entziffernde Inskription in einer bretonischen Handschrift (Paris, BnF, lat. 12021, fol. 127) scheint die Kompilation der Sammlung den irischen Mönche Rubin von Dairinis (†725) und Cú Chuimne von Iona (†747) zuzuschreiben.

## Aufbau, Quellen, Vorlagen

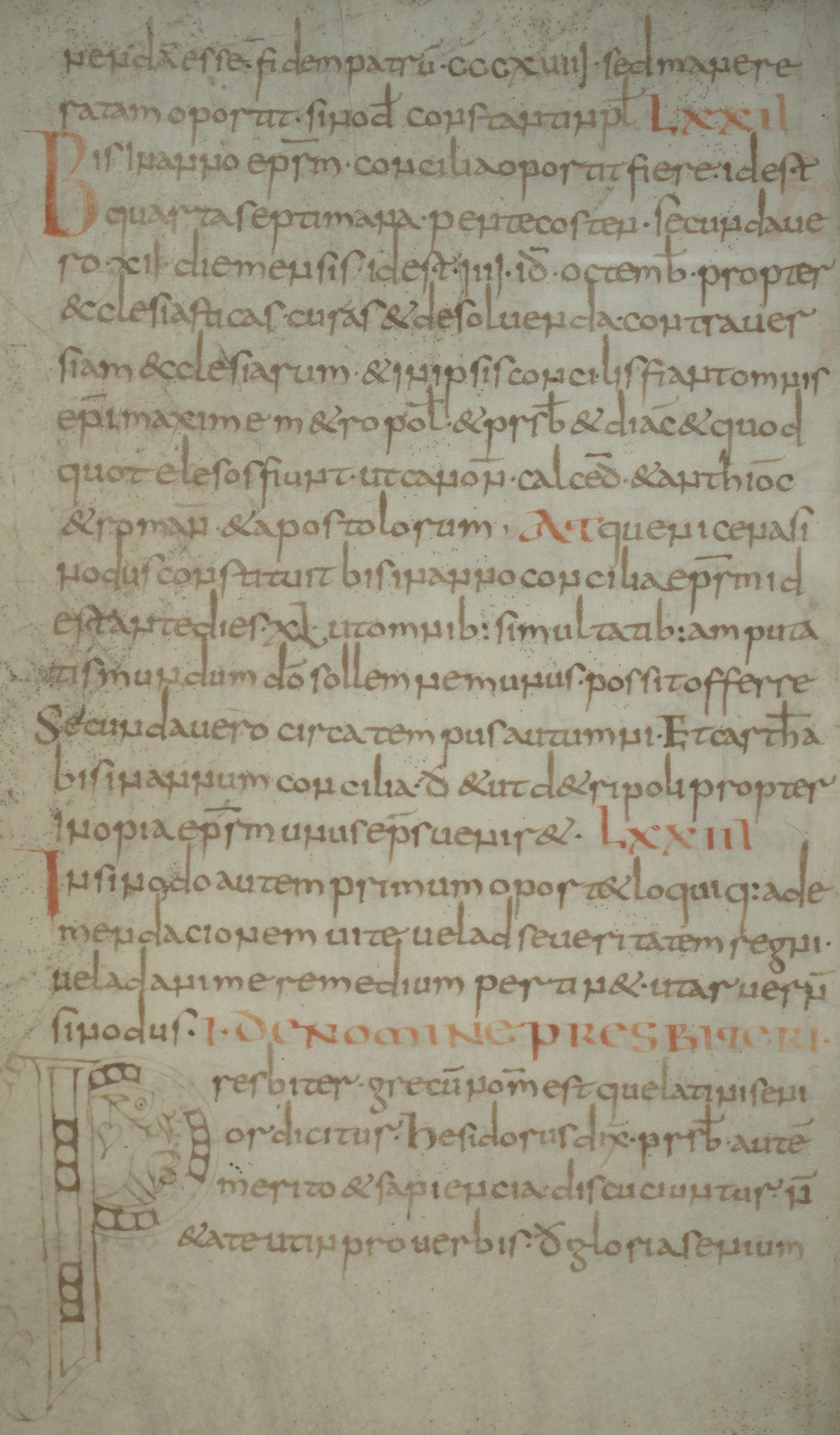
Seite 15v der Handschrift 210 der Dombibliothek in Köln aus der zweiten Hälfte des 8. Jahrhunderts. Bei der großen Initiale P beginnt das erste Kapitel mit dem Titel De nomine prespiteri aus dem zweiten Buch. Im zweiten Satz dieses Kapitels beginnt ein Zitat von Isidor.

Die Sammlung ist in 67 Büchern gegliedert, die jeweils in einzelne Kapitel unterteilt sind. Die Gliederung folgt einzelnen Rechtsmaterien bzw. Problemen.
Die Hibernensis enthält Auszüge aus Konzilien, Dekretalen, Schriften der Kirchenväter und auffällig viele Bibelstellen.
Das patristische Material stammt aus den Schriften von Origenes, Hieronymus, Augustinus, Isidor, Gregor I. und von Gregor von Nazianz zitiert.
Die meisten der ca. 500 Bibelzitate stammen aus dem Alten Testament. Soweit Bibelstellen wörtlich zitiert werden, entsprechen diese weitgehend dem Text der Vulgata, aber auch andere Bibelfassungen sind nachweisbar.
Die Kanones sind dabei keinesfalls frei von Widersprüchen. Im Gegenteil, sie geben teilweise Hinweise, wie ein Punkt von mehreren Seiten betrachtet werden kann. Das Vorwort weist ausdrücklich auf die Widersprüchlichkeit der Kanones hin, und ein Abschnitt der Sammlung ist ebenfalls ausdrücklich diesem Problem gewidmet.
Die Hibernensis räumt ihren Nutzern einen weiten Ermessensspielraum ein und bietet oft mehrere Möglichkeiten zur Wahl. Charles-Edwards zeigt dies in seinem Aufsatz an einem Beispiel, bei dem es darum geht, wo ein Verstorbener zu beerdigen ist.
Im Buch XVIII mit dem Titel De iure sepulturae finden sich hierzu mehrere Leitlinien. Das erste Kapitel mit dem Titel De vivis et uxoribus in uno sepulcro sepeliendis legt fest, dass Eheleute in einem gemeinsamen Grab beerdigt werden sollen. Der zugehörige Inhalt des Kapitels liefert hierfür die Begründung, indem Eucherius von Lyon, das Buch Tobit (4. Kapitel, Verse 3 und 4), Hieronymus, Augustinus und die Apostelgeschichte (5. Kapitel, Verse 6 und 10) zitiert werden. Das zweite Kapitel mit dem Titel De eo, quod in paterno sepulcro sepeliendum est gibt jedoch die Richtlinie, dass Verstorbene in ihrer väterlichen Heimat zu beerdigen seien. Hier wird aus den Beschlüssen einer römischen Synode zitiert und auf die Genesis (50. Kapitel ab Vers 24) verwiesen. Im nächsten Kapitel mit dem Titel De eo, quod debet homo sepeliri in ecclesia, cui monachus est findet sich eine nur auf irischem Recht begründete Ausnahme, die festlegt, dass diese Regeln nicht für Mönche gelten, so dass diese bei ihrem Kloster beerdigt werden können. Im vierten Kapitel De eo, quod mulier post mortem viri libera sit sicut in vita, ita in morte findet sich eine weitere Ausnahme, die Witwen völlige Bewegungsfreiheit nach dem Tode ihres Ehemannes einräumt und damit auch eine entsprechende Freiheit für die Wahl der Grabstätte gibt. Dies wird belegt mit einem Zitat von Hieronymus und dem 1. Brief des Paulus an die Korinther (7. Kapitel, Vers 39).
Diese Strukturierung eines Kapitels in Aussagen (testimonia) und beispielhaften Belegen oder Vorbildern (exempla) ergibt sich in der Auffassung von Charles-Edwards aus dem Umstand, dass die Sammlung von Schriftgelehrten verfasst und somit in dieser Form nicht von Synoden verabschiedet wurde. Und entsprechend kann die Sammlung auch als praktischer Leitfaden betrachtet werden für ein christliches Leben auf Basis der Lehren aus der Bibel, den zugehörigen Kommentaren der Kirchenväter und den Synoden.
Das bedeutet jedoch nicht, wie Charles-Edwards ausdrücklich betont, dass sich die Rolle der Sammlung auf die eines moraltheologischen Werkes beschränken ließe. Das Buch XXI De judicio legt im ersten Kapitel De personis dignis ad judicandum ausdrücklich fest, dass der Schriftgelehrte (scriba) die Fähigkeit zum Fällen eines Urteils haben muss, entsprechend dem Zitat von Faustus: Scrutatus sum et interrogavi et constitui judicium, übersetzt Ich habe nachgeforscht, gefragt und mir ein Urteil gebildet. So legt das Kapitel fest, dass der Bischof die Ältesten und den Schriftgelehrten zusammenzurufen habe und letzterer sein Urteil abgibt. Entsprechend sind kirchenrechtliche Entscheidungen letztlich auf die Auslegung der Bibel zu begründen, wofür die Hibernensis ein geeignetes Hilfsmittel darstellte.

## Die irische Prägung der Sammlung
Die Hibernensis dokumentiert in einigen Fällen Regeln, die so nur in Irland (und vielleicht Wales) praktiziert wurden und entsprechend im Widerspruch zu den Praktiken auf dem Kontinent standen. Ein Beispiel hierfür ist die Tonsur, bei der Buch LII, Kapitel 6, entsprechend Gildas vorgibt, dass der vordere Teil des Kopfes bis zur Verbindungslinie zwischen den beiden Ohren zu scheren sei. Dies ist die sogenannte Tonsur des Paulus, die im Gegensatz zur römischen Tonsur des Petrus stand, bei der eine kreisförmige Scheibe auf dem Schädel kahlgeschoren wurde.
Darüber hinaus gibt es jedoch auch irische Prägungen der Kanones, die aus dem Einfluss des ebenfalls im 8. Jahrhundert schriftlich niedergelegten säkularen irischen Rechts herrühren und die danach streben, beides in Einklang zu bringen. Diese Tendenzen lassen sich nur durch eine genauere Analyse der Unterschiede zwischen den einzelnen Handschriften nachweisen.
Wie Maurice Sheehy in seinem Aufsatz darlegt, sind die Texte aus den überlieferten Handschriften nicht einheitlich, sodass er im Wesentlichen zwischen zwei Fassungen A und B unterscheidet. Entsprechend seiner Analyse stammt die Fassung A aus dem Anfang des 8. Jahrhunderts und diente als vorbereitende Sammlung für das eigentliche Werk. Die A-Fassung enthält im Vergleich zur B-Fassung noch mehr Verweise auf irische Synoden, aber in ihr sind noch keine Versuche zu erkennen, die Sammlung vermehrt an irisches Recht anzupassen.
Ein Beispiel für die Anpassung in der B-Fassung ist die Weise wie 2. Buch Mose, Kapitel 21, Verse 28 bis 30 im Buch LIII zitiert wird. Um diesen Auszug mit dem Kapitel 21, Verse 35–36 zu harmonisieren, wurde ein Teil des Verses 29 weggelassen. Und zur Angleichung an das irische Recht wurde Vers 30 umformuliert. So wurde aus einer Forderung, die ein Opfer selbst stellen konnte, eine Forderung, über die Recht gesprochen werden muss. Diese eigenmächtige Änderung ging nicht auf eine fehlerbehaftete Kopie des Bibeltexts zurück, da in einem anderen, zur gleichen Zeit entstandenen Text diese Stelle korrekt zitiert worden ist. Solche Änderungen wurden später von Kopisten als Kopierfehler betrachtet und in korrigierter Form kopiert, so dass auf diese Weise die irischen Feinheiten bei vielen Kopien wieder verloren gegangen sind.

## DieHibernensisals Spiegel der irischen Kirche im 8. Jahrhundert
Die Hibernensis ist eine der wichtigsten Quellen, die Rückschlüsse auf die Organisation der irischen Kirche im 8. Jahrhundert erlaubt. Dies ist deswegen besonders interessant und relevant, weil nicht wenige Wissenschaftler eine Entwicklung von der Bischofs- zur Mönchskirche vermuteten, die im 7. Jahrhundert stattgefunden habe. Obwohl diese These bereits recht früh vertreten worden ist, fand trotzdem erst 1966 die erste eingehende Analyse dieses Texts in Bezug auf die kirchliche Organisation durch Kathleen Hughes statt.
Das erste Buch der Sammlung mit seinen insgesamt 22 Kapiteln ist ausschließlich dem Bischofsamt gewidmet. Dieses Buch, und dies wird auch von Kathleen Hughes so bestätigt, sieht die Kirche als von Bischöfen geleitet an. So sind etwa Bischöfe nur von Gott zu richten und nicht durch Menschen (Kapitel 16a), sie verwalten Kirchenbesitz treuhänderisch und nicht als Eigentum (Kapitel 10, Abschnitt o), sie sind für ihre eigene Diözese verantwortlich und dürfen sich nicht in fremde Diözesen einmischen (Kapitel 22, a und c; Buch XLIII, Kapitel 2). Ferner dürfen die Kleriker eines Bischofs sich nicht ohne dessen Einverständnis an weltliche Gerichte wenden (Buch XXI, Kapitel 27 b). Stattdessen können Kleriker sich an die Synode wenden, wenn sie sich von ihrem Bischof ungerecht behandelt wurden (Buch X, Abschnitt n). Auch wird es ausdrücklich untersagt, Kirchen ohne das Einverständnis des zuständigen Bischofs zu gründen (Buch XLIII, Kapitel 4).
Hughes glaubte jedoch, dass die Realität in Irland hiervon signifikant dahingehend abwich, dass Äbte an Stelle von Bischöfen die Kontrolle übernommen hätten und deren Einflussbereiche die der Diözesen abgelöst hätten. Ein Indiz hierfür, das in die Sammlung Eingang gefunden hat, sah sie in dem Zitat des ersten Kanons aus der von Bieler auf 457 datierten ersten Synode Patricks, der sich mit der Auslösung von Gefangenen beschäftigt:
Aus dem weiteren Kontext der Kanones dieser Synode wird klar, dass hier die Erlaubnis des zuständigen Bischofs erforderlich ist. Im Buch XLII, Kapitel 25 wird dieser Kanon in folgender Weise zitiert:

„Si quis redemptionem captivi inquisierit in plebe suo jure, sine permissione abbatis, meruit excommunicari.“

„Falls jemand ohne das Einverständnis des Abts Lösegeld für einen Gefangenen in der eigenen Gemeinde gesammelt hat, so hat er es verdient, exkommuniziert zu werden.“

Der Verweis auf den Bischof wurde also von den Autoren durch einen Verweis auf den Abt ersetzt.
Erschwert wird jedoch die Interpretation der Sammlung durch das Buch XXXVII mit dem Titel De principatu, das, so wie es Maurice Sheehy in seinem Beitrag von 1982 sah, eine verwirrende Mischung kirchlicher und weltlicher Autorität behandele. Hughes ging davon aus, dass der hier verwendete lateinische Begriff des princeps, das sich als Oberhaupt übersetzen lässt, sich mit dem des Abts gleichsetzen lasse und entsprechend alle Kapitel dieses Buches die Amtsgewalten eines Abtes beschreiben würden, zu denen etwa die Verwaltung des kirchlichen Eigentums gehöre (Kapitel 7).
Später jedoch, in Arbeiten wie etwa von Etchingham im Jahr 1999, wird das Buch XXXVII als eher abstraktes Konzept der Führung im allgemeinen Sinne gesehen, das sowohl in kirchlichen als auch weltlichen Bereichen Anwendung findet und somit auch auf Bischöfe und Gemeindepriester angewendet werden kann. Wie Etchingham darlegt, behandelt dieses Buch weder die Befugnis zur Ordination noch die Fähigkeit, Recht zu sprechen, und spezielle pastorale Pflichten werden ebenfalls nicht aufgeführt. Dennoch wird durchaus vom pastoralen Amt gesprochen, die Pflicht zu dienen genannt (im Sinne von Matthäus, Kapitel 20, Vers 28), und in einem Zitat aus einer irischen Synode im Kapitel 37 werden zu führende Mönche erwähnt. Der Schwerpunkt in dieser Zusammenstellung liegt jedoch in der Interpretation von Etchingham in dem Umgang eines Oberhaupts mit den ihm untergeordneten Personen und der Verwaltung von Besitztümern.
In ihrer Analyse fand Hughes im 6. Kapitel des Buches XLIII eine weitere interessante Stelle. Dieses Kapitel beschäftigt sich mit dem Abschied eines Oberhaupts und zitiert hierfür aus einer irischen Synode, die unterschiedliche Regelungen trifft in Abhängigkeit davon, ob das Oberhaupt ein Priester ist oder nicht. Hughes interpretierte das dahingehend, dass dies entsprechend auch Anwendung findet bei Äbten, die nicht als Priester geweiht worden sind.
Hughes ging in ihrer Analyse davon aus, dass es beginnend mit der zweiten Hälfte des 6. Jahrhunderts zwei unterschiedliche Organisationsformen gab. Die eine folgte der römischen Tradition mit der von Bischöfen dominierten Kirche, und bei der anderen setzte sich eine von Äbten geleitete Kirche durch, bei der der Einflussbereich eines Klosters, die sogenannte paruchiae, die Diözese ersetzte. Im Laufe der Auseinandersetzungen des 7. Jahrhunderts hätte sich die Mönchskirche weitgehend durchgesetzt, so dass dies zum Zeitpunkt der Zusammenstellung der Hibernensis die vorherrschende Organisationsform gewesen sei. Dennoch, so Hughes, wollten die Autoren die den römischen Regelungen zugewandten Iren nicht ausgrenzen, so dass diese Regelungen mit aufgenommen worden seien.
Die neuere Forschung jedoch, so wie es Etchingham oder später Dáibhí Ó Cróinín in seinem Kommentar zu dieser Sichtweise von Hughes sehen, hat ein neues Modell entwickelt, das von einem komplexen Zusammenwirken säkularer und monastischer Elemente ausgeht. In diesem Modell wuchs die wirtschaftliche Bedeutung der Klöster, so dass die Äbte nicht nur die eigenen Mönche kontrollierten, sondern auch größere Ländereien und deren Bewohner. Dennoch behielten Bischöfe ihre uneingeschränkte Hoheit in geistlichen Dingen und leiteten weiterhin die säkularen Priester.

## Handschriften

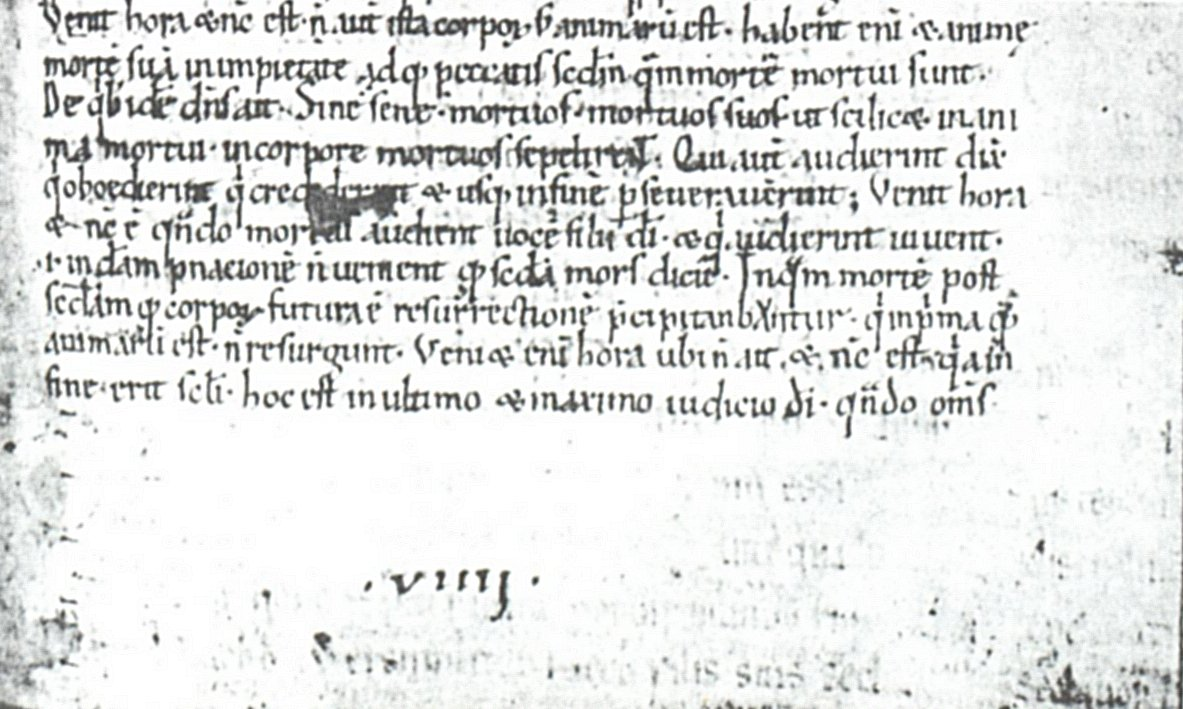
In der Stadtbibliothek Trier finden sich Fragmente einer Kopie aus dem 8. Jahrhundert, die entweder in Irland oder in einem der irischen Zentren auf dem Kontinent entstanden ist. Im 11. Jahrhundert wurden die Pergamentfolien jedoch wiederverwendet für einen Text aus dem Werk De civitate Dei von Augustinus. Die Spuren der irischen Handschrift lassen sich somit nur noch schemenhaft auf dem unteren Teil des abgebildeten Fragments erkennen.

Mit der Ausnahme eines Fragments in der Stadtbibliothek Trier aus dem 8. Jahrhundert sind keine Kopien aus Irland oder von irischer Hand erhalten geblieben. Aufgrund der Unterschiede der erhaltenen Handschriften lassen sich zwei wohl noch in Irland entstandene Fassungen A und B rekonstruieren. Fassung A wird dem Anfang des 8. Jahrhunderts zugerechnet, während die B-Fassung erst am Ende des 8. Jahrhunderts fertiggestellt wurde.
Die Ausgabe von Wasserschleben basiert primär auf den Handschriften aus St. Gallen und Paris, die alle auf der A-Fassung beruhen. Im Vergleich zur A-Fassung mit 67 Büchern sind bei der B-Fassung noch zwei weitere Bücher hinzugekommen. Die Ausgabe von Roy Flechner basiert primär auf den Handschriften aus Paris (A-Fassung) und Oxford (B-Fassung).
Die folgende Zusammenstellung nennt nur die wichtigsten Handschriften, die entweder vollständig sind oder zumindest wesentliche Teile des Textes enthalten. Eine vollständige Aufstellung findet sich im Werk von Kéry, das insgesamt 86 Handschriften aufzählt, die über ganz Europa verstreut sind.

### Kopien der A-Fassung

#### Vollständige Kopien
- St. Gallen, Stiftsbibliothek St. Gallen Codex Sangallensis 243 (Cod. Sang. 243), aus dem 9. Jahrhundert ist die wichtigste von Wasserschleben verwendete Kopie, bei der das 10. Buch und einige Blätter aus dem Anfang des Textes verloren gegangen sind.[4]
- Paris, Bibliothèque nationale de France, lat. 12021, die von Bieler auf das 10. Jahrhundert datiert wird, ist in der Bretagne entstanden.[5] Ein Kolophon verrät, dass sie von Arbedoc für einen Abt namens Haeb-Hucar geschrieben wurde.[6] Diese Handschrift gehörte ursprünglich der Abtei Corbie,[7] bevor sie 1638 in den Besitz der Abtei Saint-Germain-des-Prés gelangte,[8] wo Luc d’Achery diese 1669 als Grundlage für eine erste gedruckte Ausgabe einer Auswahl der Hibernensis verwendete.[9] Nach der Schließung der Bibliothek 1791 durch die französische Revolution ging die Handschrift in den Besitz der Stadt Amiens über, von wo sie im August 1803 im Rahmen einer Rettungsaktion der wertvollsten Manuskripte an die Nationalbibliothek überging.[10]
- Paris, Bibliothèque nationale de France, lat. 3182 stammt ebenfalls aus der Bretagne und wird auch Codex Bigotianus genannt wird. Dieses auf das 10. Jahrhundert datierte Manuskript enthält bretonische Glossen und wurde von einem Kopisten namens Maeloc geschrieben. Die Handschrift ging später in den Besitz der Benediktinerabtei Fécamp über.[11]
- London, British Library, Cotton Otho E. XIII: Die Handschrift wird in das 10. oder 11. Jahrhundert eingeordnet, wobei Bieler dies auf das 10. Jahrhundert weiter eingrenzt.[12] Diese Kopie gehörte zuvor dem Benediktiner-Kloster St. Augustinus in Canterbury und wurde im Jahr 1731 durch Feuer sehr stark beschädigt. Neben dem Text der A-Fassung enthält sie entsprechend der Analyse von Bieler auch Ergänzungen der B-Fassung, die mit der MS. Hatton 42 (siehe weiter unten) verwandt sind. Sie ist mit bretonischen Glossen versehen.
- Orléans, Bibliothèque municipale, 221 (193): Die Handschrift stammt aus dem 9. Jahrhundert und gehört zu dem aus Fleury stammenden Bestand.[13]

#### Gekürzte Kopien
Folgende Kopien der A-Fassung beschränken sich auf die Bücher I bis einschließlich XXXVIII:

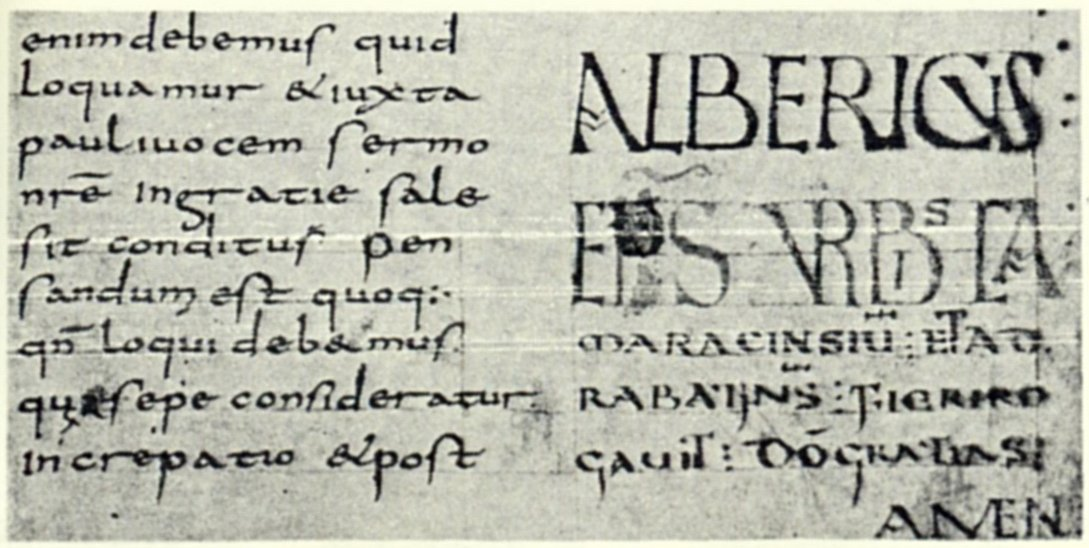
Kolophon aus der Handschrift 679 der Stadtbibliothek in Cambrai, die den zwischen 763 und 790 amtierenden Bischof Alberik als Auftraggeber der Kopie ausweist.

- Cambrai, Bibliothèque municipale, 679 (619): Der Codex Cameracensis aus dem 8. Jahrhundert besteht aus 72 Blättern. Wasserschleben grenzt die Entstehungszeit dieser Handschrift auf die Zeit zwischen 763 und 790 ein, als Alberik den Bischofsstuhl von Cambrai und Arras innehatte.[14] Interessanterweise hat der Kopist beim Übertragen des Textes versehentlich eine in Altirisch gehaltene Predigt mit übernommen, die sonst nicht erhalten geblieben ist.[15]
- Köln, Erzbischöfliche Diözesan- und Dombibliothek, 210: Die Handschrift stammt aus der zweiten Hälfte des 8. Jahrhunderts.[16] Es wird vermutet, dass die Handschrift in Nordfrankreich und dort möglicherweise in Cambrai angefertigt wurde.[17]
- Chartres, Bibliothèque municipale, 124 (127): Die auf das 11. Jahrhundert datierte Handschrift ging durch einen Bombenangriff auf Chartres während des Zweiten Weltkriegs verloren.[18]
- Tours, Bibliothèque municipale, 556: Auch diese Handschrift, die auf das Ende des 9. Jahrhunderts datiert wurde und ursprünglich im Besitz der Abtei Marmoutier war, wurde im Krieg zerstört.[19]

### Kopien der B-Fassung
- Oxford, Bodleian Library, Hatton 42: Die Handschrift stammt aus dem Besitz des Priorats St. Maria in Worcester.[20] Sie ist mit dem Titel Liber Sancti Dunstani versehen und lässt sich damit der Zeit des Bischofs Dunstan zuordnen.[21] Dies ist die beste Kopie der längeren B-Fassung. Sie wird von Bieler auf das 9. Jahrhundert datiert und ist mit bretonischen Glossen versehen.
- Karlsruhe, Badische Landesbibliothek, Aug. XVIII: Die Handschrift wurde im 9. Jahrhundert im Kloster Reichenau geschrieben. Heute sind nur fehlgebundene Fragmente der Bücher 17 bis 42 erhalten.[22]
- Rom, Biblioteca Vallicelliana, Tomus XVIII, fol. 58va–136r, zuvor in der Bibliothek der Oratorianer bei S. Maria Valicella in Rom, stammt in der Einschätzung von Mordek aus dem 10. Jahrhundert und enthält auf den Blättern 58–136 die vollständige Sammlung.[23] Im Vergleich zu den in England befindlichen Kopien der B-Fassung wurden hier im Zuge der Wiederherstellung korrekter Zitate einige der irischen Besonderheiten wieder entfernt.[24]
- Livorno, Biblioteca Comunale Fondo Labronica, 12: Eine wohl aus Norditalien stammende und von der Vallicelliana abgeleiteten Kopie, die auf das 11. oder 12. Jahrhundert datiert wird.[25] Der Codex hatte lange Zeit keine Signatur und wurde als sine numero zitiert.

## Editionen und Übersetzungen
Die editio princeps erfolgt 1669 durch Luc d’Achery in seinem Spicilegium unter dem Titel Canones Hibernenses. Hermann Wasserschleben legte die erste auf breiterer Handschriftenbasis erstellte Ausgabe vor, deren zweite Auflage von 1885 lange maßgeblich war. Inzwischen ist sie aber von der kritischen Edition durch Roy Flechner ersetzt.
- Roy Flechner: The Hibernensis (= Studies in Medieval and Early Modern Canon Law. Band 17). Catholic University of America Press, Washington 2019. [Maßgebliche kritische Ausgabe, mit englischer Übersetzung und umfassender Analyse; zwei Bände.]
  - Volume 1: A Study and Edition, Washington 2019, ISBN 978-0-8132-3193-8. Google Books
  - Volume 2: Translation, Commentary, and Indexes, Washington 2019, ISBN 978-0-8132-3221-8. Google Books
- Hermann Wasserschleben: Die irische Kanonensammlung. Erste Auflage, Gießen 1874 Digitalisat bei archive.org; Digitalisat bei der BSB. Zweite überarbeitete und ergänzte Auflage, Leipzig 1885. [Ein unveränderter Neudruck erfolgte 1966 durch den Scienta-Verlag in Aalen.]